# Championship Manager
Championship Manager fue el primer videojuego de la popular serie de videojuegos de simulación de dirección de fútbol Championship Manager. El juego fue originalmente lanzado en Amiga y Atari ST en septiembre de 1992 y poco después, adaptado a la plataforma PC/DOS. Fue escrito por Paul y Oliver Collyer (cofundadores de Sports Interactive) en su dormitorio.
Este videojuego es altamente ligado al (Football manager) sirviendo de inspiración para este.

## Curiosidades
- Según se informa Electronic Arts rechazó la oportunidad de publicar Championship Manager en 1992.

- La primera edición de               Championship Manager fue inspirada por la (Premier League)

- Ha tenido en total 20 ediciones en distintas plataformas como: (Xbox), (Atari), (Amiga), etc